# Función biológica del magnesio
El magnesio es un elemento esencial en los sistemas biológicos. El magnesio está presente típicamente como ion Mg+2. Es un nutriente mineral esencial para la vida y está presente en todas las células de todos los organismos. Por ejemplo, el ATP, la principal forma de energía a nivel celular, debe estar enlazado a magnesio para estar activo biológicamente. Lo que llamamos ATP es en general ATP-Mg, como forma activa. Similarmente, el magnesio juega un papel importante en la estabilidad de todos los compuestos polifosfatados de las células, incluyendo aquellos asociados a la síntesis de ADN y ARN.
Sobre 300 enzimas requieren la presencia del ion magnesio para poder realizar su función catalizadora, incluyendo todas las enzimas utilizadas en la síntesis de ATP, o aquellas que usan otros nucleótidos para sintetizar ADN y ARN. En las plantas, el magnesio es absolutamente necesario para la síntesis de clorofila y para la fotosíntesis.

## Rango biológico, distribución y regulación
En animales, se ha visto que diferentes tipos de células mantienen diferentes concentraciones de magnesio. Es probable que en las plantas también ocurra lo mismo. Esto sugiere que las células pueden regular de manera diferente el flujo de magnesio hacia afuera o hacia dentro de la membrana plasmática basándose en los requerimientos metabólicos de la propia célula. Las concentraciones instersticiales y sistémicas de magnesio libre deben ser cuidadosamente mantenidas al combinar los mecanismos de buffering (unión de iones a proteínas y otras moléculas) y muffling (el transporte de iones hacia el almacenamiento o espacios extracelulares).
En las plantas, y según observaciones más recientes también en animales, el magnesio ha sido reconocido como una importante señal intracelular, activando y mediando reacciones bioquímicas. EL mejor ejemplo es la regulación de la fijación de carbono en el cloroplasto en el ciclo de Calvin.
.

### En la salud
La carencia de magnesio fue descrita por primera vez en 1934. El requerimiento nutricional diario de magnesio varía según el género, el peso y el tamaño de cada persona y puede estimarse entre 300-400mg/día. La inadecuada ingesta de magnesio suele estar asociada a espasmos musculares y enfermedades cardiovasculares, diabetes, hipertensión, desórdenes de ansiedad, migraña, osteoporosis e infartos cerebrales. La deficiencia aguda es rara y está más frecuentemente asociada a efectos secundarios del consumo de drogas (consumo crónico de alcohol o diuréticos) más que a insuficiencia en la ingesta, aunque también puede darse en pacientes que están con nutrición enteral durante periodos muy prolongados.

### Conducción nerviosa
Las concentraciones de magnesio afectan la relajación muscular al actuar directamente en las membranas celulares. Los iones de magnesio cierran ciertos tipos de canales de calcio, los cuales se encargan del ingreso de calcio a las neuronas. Al tener un exceso de magnesio, se cerrarán más canales y se bloquearán haciendo que el nervio disminuya su actividad.